# Wolfgang Ritsch

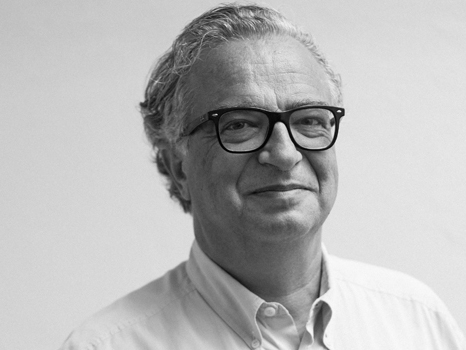
Wolfgang Ritsch (2015)

Wolfgang Ritsch (* 31. Juli 1956 in Dornbirn) ist ein österreichischer Architekt, Stadtplaner und Designer.
Er zählt zu den Vorarlberger Baukünstlern und ist ein maßgeblicher Vertreter der zweiten Generation der Neuen Vorarlberger Bauschule. Kennzeichnend für seine Arbeit ist eine ganzheitliche Planungsmethodik mit dem Anspruch, gemeinschaftliche und individuelle räumliche Bedürfnisse mit sozialen, kulturellen, ökonomischen und ökologischen Aspekten in Einklang zu bringen. Wolfgang Ritsch ist als Vortragender und Lehrender tätig, er ist Mitglied mehrerer Gestaltungs- und Fachbeiräte und Gründungsobmann des Vorarlberger Architektur Institutes (vai). Seit 1983 führt er sein Architekturbüro WOLFGANG RITSCH ARCHITEKTEN mit Sitz in Dornbirn (Vorarlberg) und Biberach (Baden-Württemberg).

## Werdegang
Wolfgang Ritsch absolvierte 1976 die HTL Mödling im Fachbereich Möbelbau und legte 1977 seine Meisterprüfung als Tischler ab. Anschließend studierte er Design, Innenarchitektur, Architektur und Städtebau an der Staatlichen Akademie der Bildenden Künste in Stuttgart, wo er 1982 sein Diplom bei Klaus Franz und Heinz Mohl erlangte. Seine Ausbildung in Design, Möbelbau, Innenarchitektur, Architektur und Städtebau bilden die Grundlage seiner ganzheitlichen Arbeitsphilosophie. Darüber hinaus ist Wolfgang Ritsch Zukunftswerkstatt-Moderator und Organisationsaufsteller. Beides integrierte Werkzeuge seiner Planungsmethodik.
Ritsch lehrte von 1993 bis 1998 als Dozent für Architekturentwurf an der Liechtensteinischen Ingenieurschule Vaduz. Im Jahr 2004 wurde er von der Universität für künstlerische und industrielle Gestaltung Linz – auf Initiative von Roland Gnaiger – zur Entwicklung des überholz Universitätslehrganges für Holzbaukultur beauftragt. In diesem Rahmen übernahm er die wissenschaftliche Leitung des Lehrganges, für den er bis 2010 auch als Gastprofessor unterrichtete.
Vorträge und Seminare hält Ritsch in seiner Funktion als Mitglied des Vorarlberger Architektur Institutes (vai), dessen Gründungsobmann (1997–2005) und Vorstandsmitglied (2005–2007) er war. Auch als Vorstandsmitglied der Zentralvereinigung der Architekten Österreichs für den Landesverband Vorarlberg (1993–1998), als Gastprofessor für den Universitätslehrgang überholz und als Mitglied mehrerer Fach- und Gestaltungsbeiräte war und ist er bis heute tätig.
Wolfgang Ritsch war und ist in folgenden Beiräten aktiv:
- Landesbeirat Liechtenstein, 1996–2000
- Gestaltungsbeirat Lauterach (Vorarlberg) 1999–2001
- Gestaltungsbeirat Klaus (Vorarlberg) 2004–2010
- Landesbeirat für Baukultur und Landschaft Bozen (Südtirol/Ital.), 2006–2008
- Fachbeirat Brixen, Bozen (Südtirol/Ital.), 2007–2010
- Gestaltungsbeirat Rankweil (Vorarlberg), seit 2005
- Fachbeirat „Plattform für raumrelevante Fragen“ der Raumplanungsabteilung des Landes Vorarlberg, seit 2007
- Fachbeirat „Infrastruktur und Mobilität“ des Landes Vorarlberg (Verkehrsverbund Vorarlberg, VVV), seit 2010

## Werke (Auswahl)

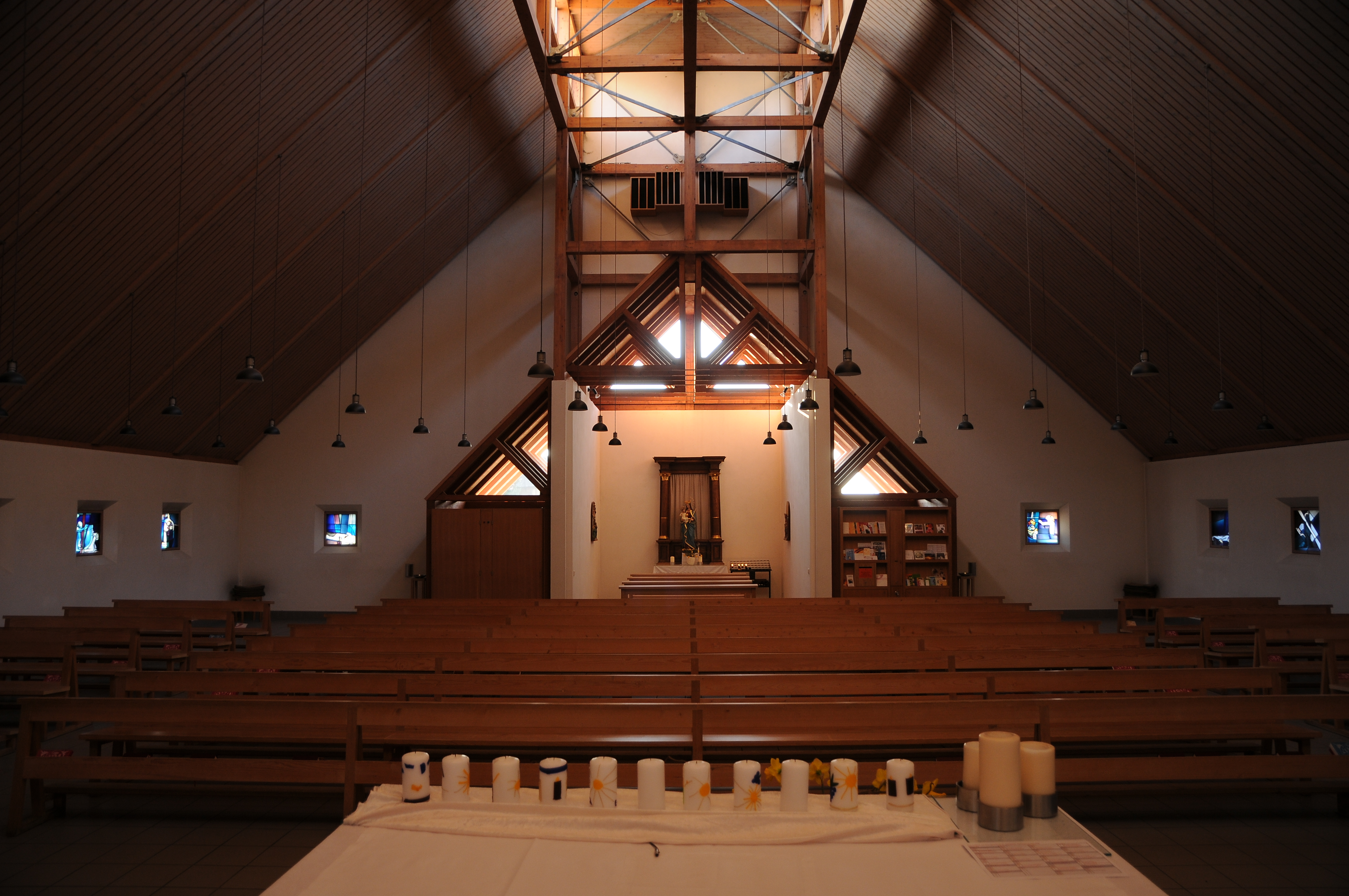
Kirche Maria, Königin des Friedens, Watzenegg

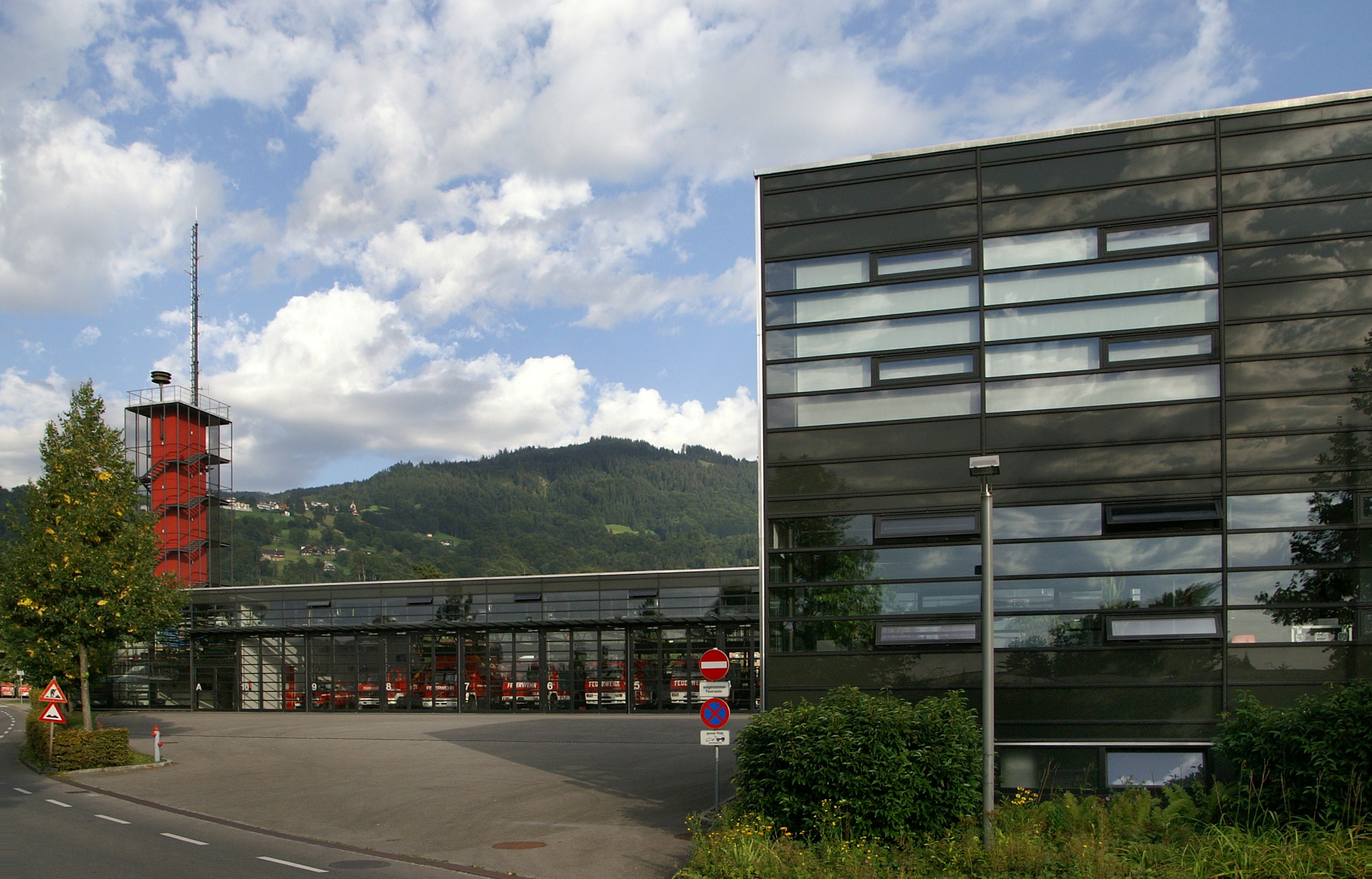
Feuerwehrzentrale Dornbirn

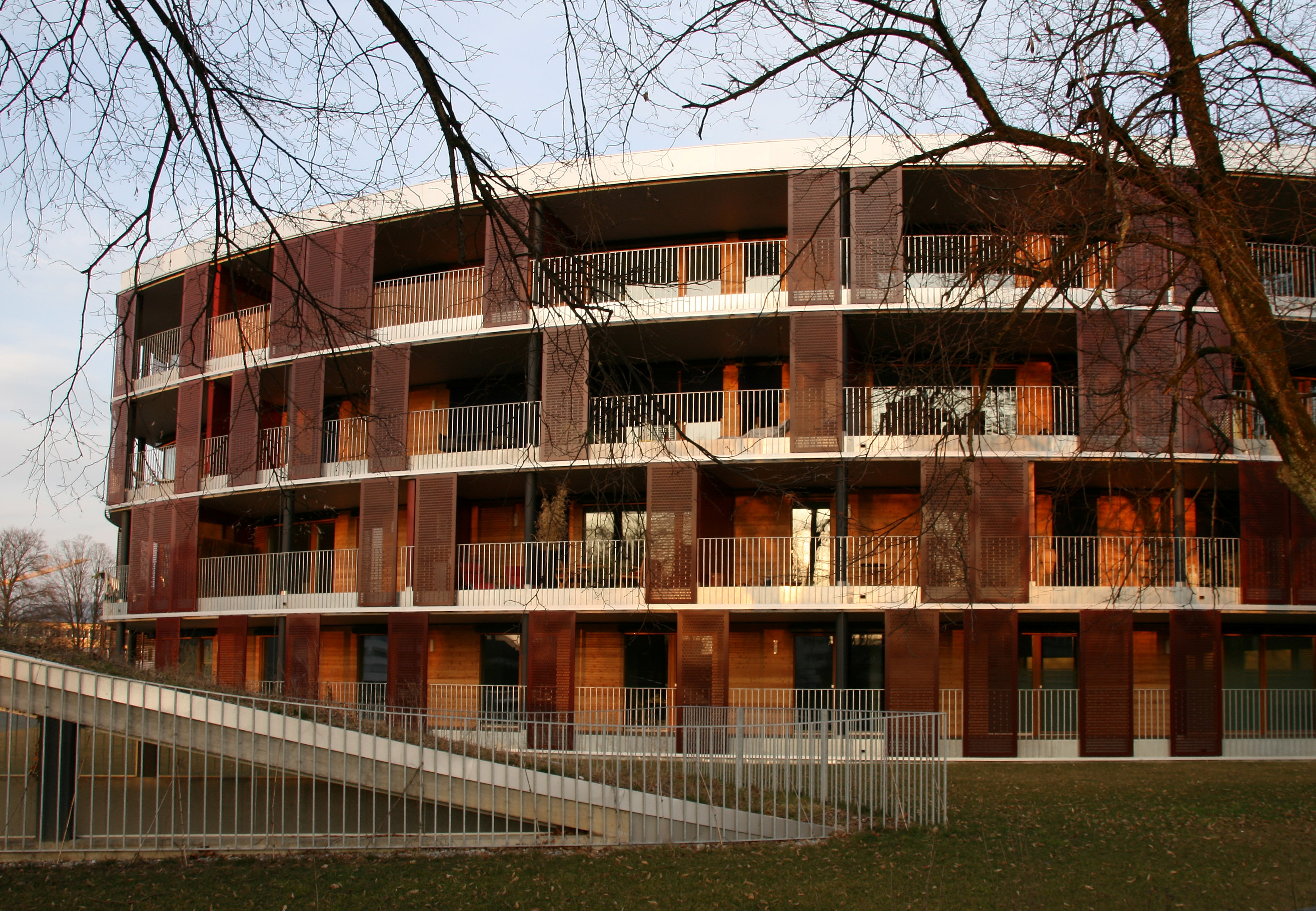
Wohnpark Sandgrubenweg, Bregenz

- Kirche Maria, Königin des Friedens, Watzenegg, Vorarlberg, 1985 (mit Siegfried und Rudolf Wäger)
- Stadtbus Dornbirn Umsteigestelle / Busnetz Vorarlberg, Vorarlberg, 1991
- Golfclub Brand, Vorarlberg, 1992
- Feuerwehr Dornbirn, Vorarlberg, 1996
- Revitalisierung Fachhochschule Vorarlberg, Dornbirn, Vorarlberg, 1997 (mit Helmut Dietrich, Christian Lenz und Hermann Kaufmann)
- Sparkassenplatz Feldkirch, Vorarlberg, 1997
- Seitenkapelle, Pfarrkirche St. Martin, Vorarlberg, 1998
- Furtenbachhaus Feldkirch, Vorarlberg, 2000 (mit Bruno Spagolla)
- Office Dornbirn, Vorarlberg, 2000
- Feuerwehr Lauterach, Vorarlberg, 2000
- Omicron Development Center 1, Götzis, Vorarlberg, 2000 (mit Nägele, Waibel)
- Fuchshaus Rankweil, Vorarlberg, 2000
- Feuerwehr Düns, Vorarlberg, 2001
- Haus Schedler, Brand, Vorarlberg, 2002
- Busbahnhof Dornbirn, Vorarlberg, 2002
- Marktstraße 13, Dornbirn, Vorarlberg, 2003
- element, Dornbirn, Vorarlberg, 2003
- Le Duigou, Vorarlberg, 2003
- Sporthalle Rieden-Vorkloster, Vorarlberg, 2004 (mit Nägele, Waibel)
- Friedhof Ebnit, Dornbirn, Vorarlberg, 2005
- St. Josefskloster Lauterach, Vorarlberg, 2005
- Wohnpark Sandgrubenweg, Bregenz, Vorarlberg
- Nahwärme Götzis, Vorarlberg, 2007
- Hafen Bregenz und Hafengebäude Bregenz „die Welle“, Vorarlberg, 2010 (mit Nägele, Waibel und Spagolla)
- Am Garnmarkt 12-18, VHS und Kathi-Lampert-Schule Götzis, Vorarlberg, 2013
- Feuerwehr Schlins, Vorarlberg, 2014
- Loacker Recycling, Götzis, Vorarlberg, 2017
- Messe Wieselburg, Niederösterreich, 2017
- Wohnbebauung Röthis, Vorarlberg, 2019
- Dorfinstallateur Bludenz, Vorarlberg, 2019
- Pfarre St. Georg Lauterach, Vorarlberg, 2019
- Haus G, Klaus, Vorarlberg, 2020

## Auszeichnungen (Auswahl)
- Österreichischer Bauherrenpreis 2000: FH Vorarlberg – Revitalisierung, Dornbirn, Österreich, 1998 (mit Dietrich, Lenz, Kaufmann)
- Österreichischer Bauherrenpreis 2001: Omicron Developement Center, Betriebsgebäude, Klaus, Österreich, 2000 (mit Nägele, Waibel)
- 5. Vorarlberger Hypo-Bauherrenepreis: Wohn- und Geschäftshaus m13, Dornbirn, Österreich, 2003[5]
- 5. Vorarlberger Hypo-Bauherrenpreis: Schulsporthalle Rieden-Vorkloster, Bregenz, Österreich, 2004 (mit Nägele, Waibel)[6]
- 6. Vorarlberger Hypo-Bauherrenpreis: Wohnpark Sandgrubenweg, Bregenz, Österreich, 2006 (mit Kuess, Hörburger, Schweizer)[7]
- Vorarlberger Holzbaupreis 2007: Wohnpark Sandgrubenweg, Bregenz, Österreich (mit Schweitzer, Hörburger, Kuess)[8]
- Oberösterreichischer Holzbaupreis 2007: Bürogebäude Zenz Holzbau, Eggelsberg, Österreich (Anerkennung)[9]

## Publikationen
- Ortskernentwicklung Rankweil: Ideenkiste wurde ausgewertet. In: Vorarlberger Nachrichten. 11. Sept. 2020. (vn.at)
- Ein kleines Dorf am Rand des Dorfes. In: VN Leben&Wohnen. 4. Jan 2020. (lebenundwohnen.vol.at)
- Vorarlberger Kirche ins Heute geholt. In: Die Presse. 19. Dez 2019. (diepresse.com)
- Von der Zukunft in die Gegenwart. Vision Stadt Hohenems. 2014, ISBN 978-3-99018-327-4. (amazon.de)
- Dominique Gauzin-Müller: Ökologische Architektur in Vorarlberg. Ein soziales, ökonomisches und kulturelles Modell. Springer, Wien/ New York 2011, ISBN 978-3-7091-0239-8. (v-a-i.at)
- Ulrich Dangel: Nachhaltige Architektur in Vorarlberg: Energiekonzepte und Konstruktionen. Birkhäuser, 2010, ISBN 978-3-0346-0118-4. (amazon.de)
- Architektur Aktuell: Element, Dornbirn; Haus der Zukunft inkl. wohnen Wohnpark Sandgrubenweg Bregenz; Wohnanlage Kirchweg, Dornbirn; Wohn- und Geschäftshaus Marktstrasse 13,
- Dornbirn; Mitarbeiterwohnhaus Rhomberg Bau, Hohenems. 2007
- Otto Kapfinger: Konstruktive Provokation. VAI, 2005. (booklooker.de)
- Architektur & Wirtschaft: Element, S. 10/11 Interview, S. 62/63 Dornbirner Sparkasse, S. 91/92 Bürogebäude „element“. 2004
- Max 50: Nr. 24, „Ökologisch Bauen“, S. 21 Artikel. 2004
- Das Bauzentrum Baukultur: Bauen mit Holz – Energiesparendes Bauen, S. 10–14 Bürogebäude „element“, Dornbirn. 2004
- Pro Holz: Holz brennt sicher, S. 6/7 Feuerwehr Lauterach; Feuerwehr Düns. 2004
- D‘architectures: Nr. 130, S. 7–32 L’exception culturelle du Vorarlberg. 2003
- Kultur: Nr. 4, S. 30/31 4. Hypo-Bauherrenpreis, „Architektur, die aus dem Bewusstsein kommt“. 2001
- Wallpaper: Nr. 30, „Architektur in Vorarlberg“, S. 188 Feuerwehr Dornbirn. 2000
- Architektur Aktuell: Nr. 248, S. 54–63 Furtenbachhaus Feldkirch. 2000
- Otto Kapfinger: Baukunst in Vorarlberg seit 1980. VAI / KUB 1998, ISBN 3-7757-1150-3. (shop.kunsthaus-bregenz.at)